# 케밥체
케밥체(불가리아어: кебапче) 또는 체밥체(마케도니아어: ќебапче)는 불가리아와 북마케도니아를 비롯한 동남유럽 지역의 고기 요리이다. 케이싱 없는 소시지처럼 만들어 그릴에 구워 먹는 음식이며, 그리스의 케바피아, 발칸 지역의 체바피, 루마니아의 미티테이와 비슷하다.

## 이름
불가리아어/마케도니아어 명사 "케밥체(кебапче)/체빕체(ќебапче)"는 두 언어에서 "케밥"을 뜻하는 "케바프(кебап/체바프(ќебап)"에 지소형 접미사 "체(-че)"를 붙인 말로, "작은 케밥"이라는 뜻이다.
- 북마케도니아: 체밥체(마케도니아어: ќебапче, 복수: ќебапчиња 체밥치냐)
- 불가리아: 케밥체(불가리아어: кебапче, 복수: кебапчета 케밥체타)

## 만들기
쇠고기와 돼지고기를 섞어 사용하는 경우가 많다. 다진 고기를 소금, 후추, 쿠민가루나 파프리카가루 등 향신료, 다진 양파, 마늘 등과 섞은 다음 소시지 기계에 넣어 케이싱 없이 뽑아 내거나 손으로 길쭉하게 빚는다. 그릴이나 팬에서 구워 낸다. 흔히 감자 튀김, 시레네, 류테니차 등을 곁들여 먹는다.

## 사진

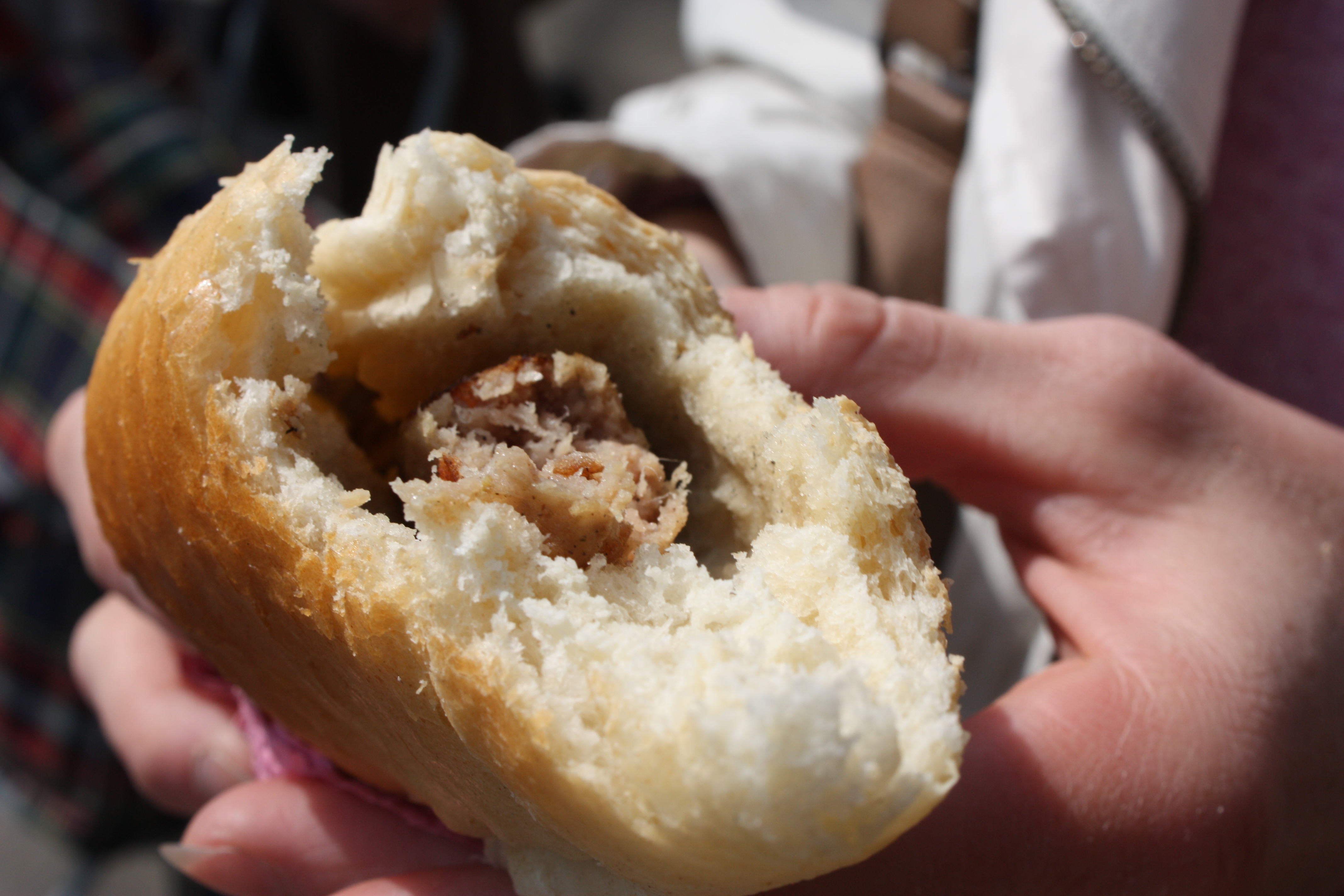
빵에 끼운 케밥체
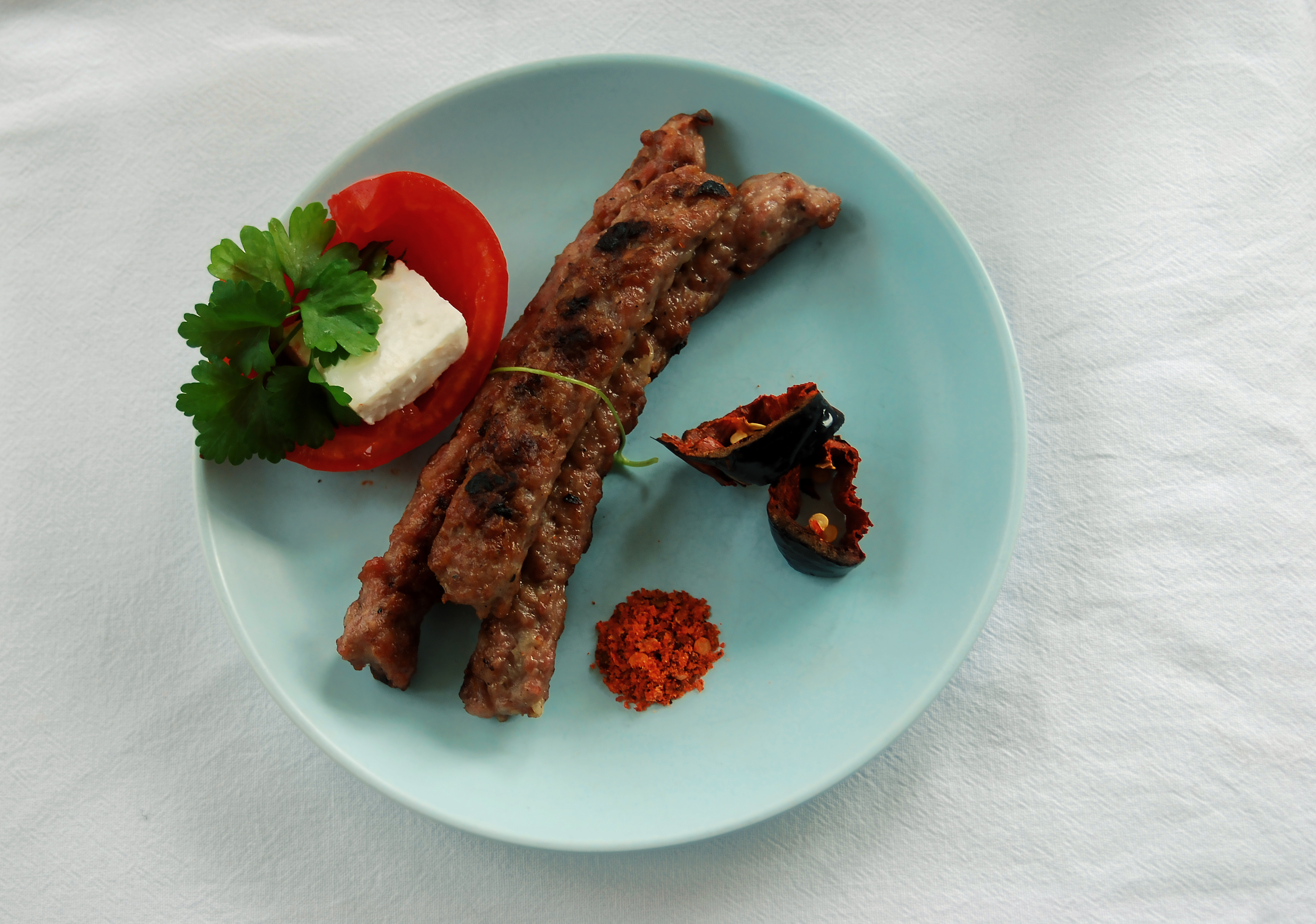
북마케도니아의 케밥치냐

## 같이 보기
- 미티테이
- 체바피
- 케바피아